# James Gordon Legge

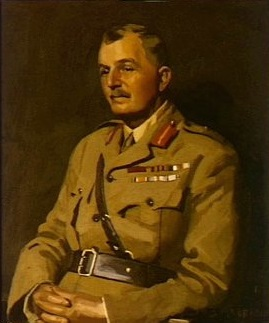
James Legge

James Gordon Legge (* 15. August 1863 in Hackney, London; †  18. September 1947 in Oakleigh, Melbourne, Victoria) war ein Generalleutnant der australischen Armee, der im Ersten Weltkrieg für sein Divisionskommando an der Westfront bekannt wurde.

## Leben
James G. Legge wurde 1863 in England als ältester von acht Söhnen geboren. Seine Familie wanderte 1878 nach Australien aus. Er wurde an der University of Sydney ausgebildet und erwarb 1884 einen Bachelor of Arts, 1887 einen Master of Arts und 1890 einen Bachelor of Law. Legge unterrichtete von 1886 bis 1890 an der Sydney Boys High School und wurde am 6. März 1891 als Anwalt in New South Wales zugelassen.

### Frühe Militärkarriere
Im Oktober 1887 wurde er in das 1. New South Wales Regiment einberufen und 1892 zum Leutnant befördert. Er brach bald zu einer Dienstreise bei der britisch-indischen Armee auf und diente einen Monat lang beim 5. Garde-Dragoner- und drei Monate beim Queen’s Own Royal West Kent-Regiment.
Mit Ausbruch des Burenkrieges im Jahr 1899 wurde Legge zum Kommandeur einer Infanteriekompanie aus New South Wales ernannt, die im November 1899 nach Südafrika abging. Ursprünglich als Infanterie im Feld, wurde diese Einheit im Februar beritten gemacht. Legge drängte auf eine separate Identität für sein Kontingent und am 7. April 1900 wurden die Kolonialregimenter zu einer selbständigen berittenen Division unter Generalleutnant Sir Ian Hamilton zusammengefasst. Legges Kompanie wurde in das 1. New South Wales Mounted Schützenregiment aufgenommen, kämpfte bei Diamond Hill, Elands River, Vet River und am Zand River und kehrte im Dezember 1900 nach Australien zurück. Legge wurde nach seiner Rückkehr in Australien am 1. September 1904 zum Brevet Major ernannt und veröffentlichte ein Handbuch zum Militärrecht. Ab 1907 arbeitete er zusammen mit Colonel William Throsby Bridges im Hauptquartier der Armee in Melbourne. Er wurde im Januar 1909 Generalquartiermeister und Mitglied des Militärausschusses und am 17. Dezember 1909 in den Rang eines Oberstleutnants befördert. Als Feldmarschall Lord Kitchener im Dezember 1909 Australien besuchte, arbeitete Legge sehr eng mit diesem zusammen. Das Abwehrsystem, das als Kitchener’s Defense Schema bekannt wurde, wurde größtenteils auch von Legge ausgearbeitet. Von März 1910 bis Juni 1911 war Legge dann im Generalstab der Director of Operations.
Im Januar 1912 wurde Legge zum australischen Repräsentanten im Generalstab in London ernannt. Er beobachtete die britische Armee und war beeindruckt vom neu gegründeten Royal Flying Corps und half später auch die Voraussetzungen für die Gründung eines australischen Flying Corps zu schaffen und zu beschleunigen. Legge schickte auch geheime Informationen über die Wehrfähigkeit des japanischen Militärs nach Australien zurück.
Am 1. Mai 1914 wurde Legge im Rang eines Obersten zum Chef des Generalstabes ernannt, und im Juli 1914 kehrte er in die Heimat zurück. Als er in Adelaide ankam, war der Weltkrieg ausgebrochen.

### Während des Ersten Weltkrieges
Während General Bridges bei Kriegseintritt mit der Organisation der Ersten Australian Imperial Force beschäftigt war, übernahm Legge die Organisation der Australian Naval and Military Expeditionary Force für den Dienst in Neuguinea. Als General Bridges nach Übersee abreiste, übernahm Legge die Verantwortung für die Ausbildung der Verstärkungen für die Australian Imperial Force. Als Bridges im Mai 1915 von einem türkischen Scharfschützen im Monash Valley tödlich verwundet wurde, war Legge die erste Wahl bei der Nachbesetzung des Kommandos der 1. Division auf Gallipoli. Die im Feld stehenden australischen Colonels Chauvel, McCay und Monash waren enttäuscht darüber, von einem jüngeren Offizier ohne aktuelle Kampferfahrung übergangen worden zu sein, und protestierten bei den Generälen Birdwood und Hamilton. Premierminister Fisher hielt an Legges Ernennung fest und beförderte ihn am 22. Juni 1915 ordnungsgemäß zum Brevet-Generalmajor. Legge erreichte Mudros am 24. Juni 1915 und versuchte sich sofort unter seinen neuen Untergebenen günstig zu etablieren. Er sorgte dafür, dass die Obersten im Einklang mit ihren britischen Kollegen zu Brigadegenerälen befördert wurden, wobei das Dienstalter auf den Tag der Übernahme des Brigadekommandos festgelegt wurde. Legge bekämpfte Vorschläge der Briten, australische Offiziere unter britische Offiziere des gleichen Ranges zu stellen. Auf Birdwoods Vorschlag hin inspizierte Legge die australische Basis in Ägypten und telegrafierte Empfehlungen für die Regierung nach Melbourne zurück. Das verärgerte Birdwood, der der Meinung war, dass solche Mitteilungen nur über seine Person erfolgen müssten. Legge kollidierte mit Birdwood wegen des Plans für die August-Offensive bei Anzac Cove. Wie sein Vorgänger war Legge der Ansicht, dass der geplante Angriff auf Lone Pine kostspielig und höchstwahrscheinlich sinnlos sein würde, wenn nicht zuerst die darüber liegende Anhöhe erobert würde.
Birdwood nutzte die Gelegenheit, um Legge vom Kommando zu entfernen, als Brigadegeneral McCay, der kurz davor stand, das Kommando über die 2. Division zu übernehmen, die in Ägypten in Bildung begriffen war, sich das Bein brach und am 11. Juli 1915 evakuiert wurde. Birdwood schickte Legge nach Ägypten, um das Kommando über die 2. Division zu übernehmen. Legge machte sich keine Illusionen darüber, wie schwierig es sein würde, die 2. Division schnell einsatzbereit zu machen, denn er wusste, dass viele wichtige Teile der Division entweder nicht existierten oder sich noch in Australien befanden. Legges Organisations-Arbeit für die Division war noch unvollständig, als Ian Hamilton die Division im August 1915 für ein Engagement in Gallipoli berief. Legge schiffte sich mit der 6. Brigade nach Gallipoli ein, doch am 2. September 1915 wurde der Transporter HMT Southland etwa 60 km südlich von Lemnos  von einem deutschen U-Boot torpediert. Legge gewann für die ruhige  Art allgemeine Achtung, wie er mit der Situation umging und mit den letzten 400 Mann an Bord blieb, die schließlich auf das Krankenhausschiff Neuralia verlegt wurden. Die 2. Division entlastete die 1. Division an der Front und ermöglichte es den Veteranen, sich auf Lemnos zu erholen. Ab Mitte Oktober fungierte Legge gelegentlich als Stellvertreter Generalmajor Godleys, er war der erste Australier, der vorübergehend das Kommando über ein ganzes aktives Korps innehatte.
Am 23. November 1915 wurde Legge wegen einer Erkrankung nach Ägypten evakuiert. Im Januar 1916 übernahm er abermals das Kommando über seine jetzt nach Ägypten evakuierte Division. Ab 13. März 1916 wurde die 2. Division von Alexandria nach Frankreich eingeschifft. In der Nacht des 7. April 1916 betrat die 2. Division erstmalig den Frontraum im Raum Armentières, einem ruhigen Abschnitt an der Westfront. Die Division wurde schnell im Großkampf verwickelt, erste hohe Verluste traten ein, weil Birdwood darauf bestand, die Frontlinie dichter als empfohlen zu besetzen. Der Kommandeur der britischen Reservearmee, General Sir Hubert Gough befahl der Division am 27. Juli 1916 in der Schlacht an der Somme den Einsatz bei Pozières und befahl die dortigen Höhen zu stürmen. Der an den folgenden Tagen durchgeführte Angriff war wegen schlechter Vorbereitung ein vollständiger Fehlschlag, der rund 3500 Opfer kostete. Nach nur 12 Tagen an der Front, welche bereits 6846 Mann Verluste brachten, wurde die 2. Division am 6. August abgelöst. Nach einer kurzen Auffrischung – entlastete die 2. Division die australische 1. Division am 22. August in der Schlacht an der Mouquet Farm. Beim Angriff am 26. August gelang es der 2. Division, an den deutschen Befestigungen der Mouquet Farm vorbei zu stoßen, traf dann aber auf Gegenstößen deutscher Reserven (1. und 4. Garde-Division). Den deutschen Gegenangriffen gelang es, die australische 2. Division von der Mouquet Farm zurückzudrängen. Nach weiteren 1.268 Opfern wurde die 2. Division am 26. August von der australischen 4. Division abgelöst.
Am 5. September wurde das I. Anzac-Korps von der Somme abgezogen und zur Auffrischung nach Ypern geschickt. Die Division rechnete damit, das Winterquartier in Flandern zu verbringen, wurde jedoch für die Endphase der britischen Offensive an die Somme zurückgerufen. Diesmal schlossen sie sich der britischen 4. Armee an und hielten einen Sektor südlich von Pozières in der Nähe des Dorfes Flers, wobei die 7. Brigade am 5. November die deutschen Schützengräben angriff und einige Tage später wieder vertrieben wurde. Einem deutschen Gegenangriff am 16. November gelang es jedoch, alle von der 2. Division eroberten Gräben zurückzuerobern, die dabei seit Anfang November wieder insgesamt 1720 Mann Verluste erlitten hatte.
Im Januar 1917 erkrankte General Legge abermals und wurde durch Brigadegeneral Nevill Maskelyne Smyth ersetzt. Er kehrte nach Australien zurück, um den Posten des Generalinspektors zu übernehmen. 1918 begann Legge über das Problem nachzudenken, wie Australien gegen einen japanischen Angriff verteidigt werden könnte, falls Papua verloren gehen sollte. Bei der Betrachtung der Zusammensetzung der Nachkriegsstreitkräfte war Legge ein Befürworter einer selbstständigen starken Royal Australian Air Force und wurde im Januar 1919 in ein Komitee berufen, um die Verteidigung vorzubereiten. Im Januar 1920 wurde er in ein Komitee unter dem Vorsitz von Chauvel berufen, um die zukünftige Organisation der Armee mitzugestalten. Legge wurde am 2. Januar 1920 zum Generalmajor befördert und gab am 1. Juni den Posten des Generalinspekteurs auf, um die Direktion des Royal Military College in Duntroon zu übernehmen. Bei den folgenden Kürzungen des Verteidigungsetats von 1922 wurde Legge zusammen mit den meisten seiner Mitarbeiter entlassen.

### Ruhestand
Er wurde am 1. August 1922 auf die parteilose Liste und am 14. Januar 1924 auf die Ruhestandsliste mit dem Ehrenrang eines Generalleutnants gesetzt. Aufgrund seiner vorzeitigen Pensionierung wurde Legge eine vorzeitige Rente verweigert, er konnte aber Geld vom Soldier Settlement Scheme erhalten, um einen Pachtvertrag für eine 160 ha große Farm nördlich der Farm Weetangera im australischen Hauptstadtterritorium zu kaufen. Er nannte die Farm „Cranleigh“ nach seiner Schule in England und seinem früheren Zuhause in Sydney, züchtete dort Schweine und Pferde und baute Kartoffeln an. Seine Farm scheiterte aus verschiedenen Gründen, etwa wurde eine geplante Eisenbahnlinie von Canberra nach Yass nicht gebaut und es gab Dürreperioden von 1933 bis 1937. Legge starb am 18. September 1947 in Oakleigh, Melbourne, und wurde auf dem Cheltenham Cemetery beigesetzt. Gemäß seinem Wunsch markiert kein Denkmal oder Grabstein sein Grab. Seine Frau war etwas mehr als zwei Wochen zuvor in Sydney gestorben, wo sie von der Familie gepflegt wurde, sie hatte die Farm ihres Gatten bereits drei Jahre zuvor aus gesundheitlichen Gründen verlassen.